# Collegiale kerk Onze-Lieve-Vrouw van Vitry-le-François

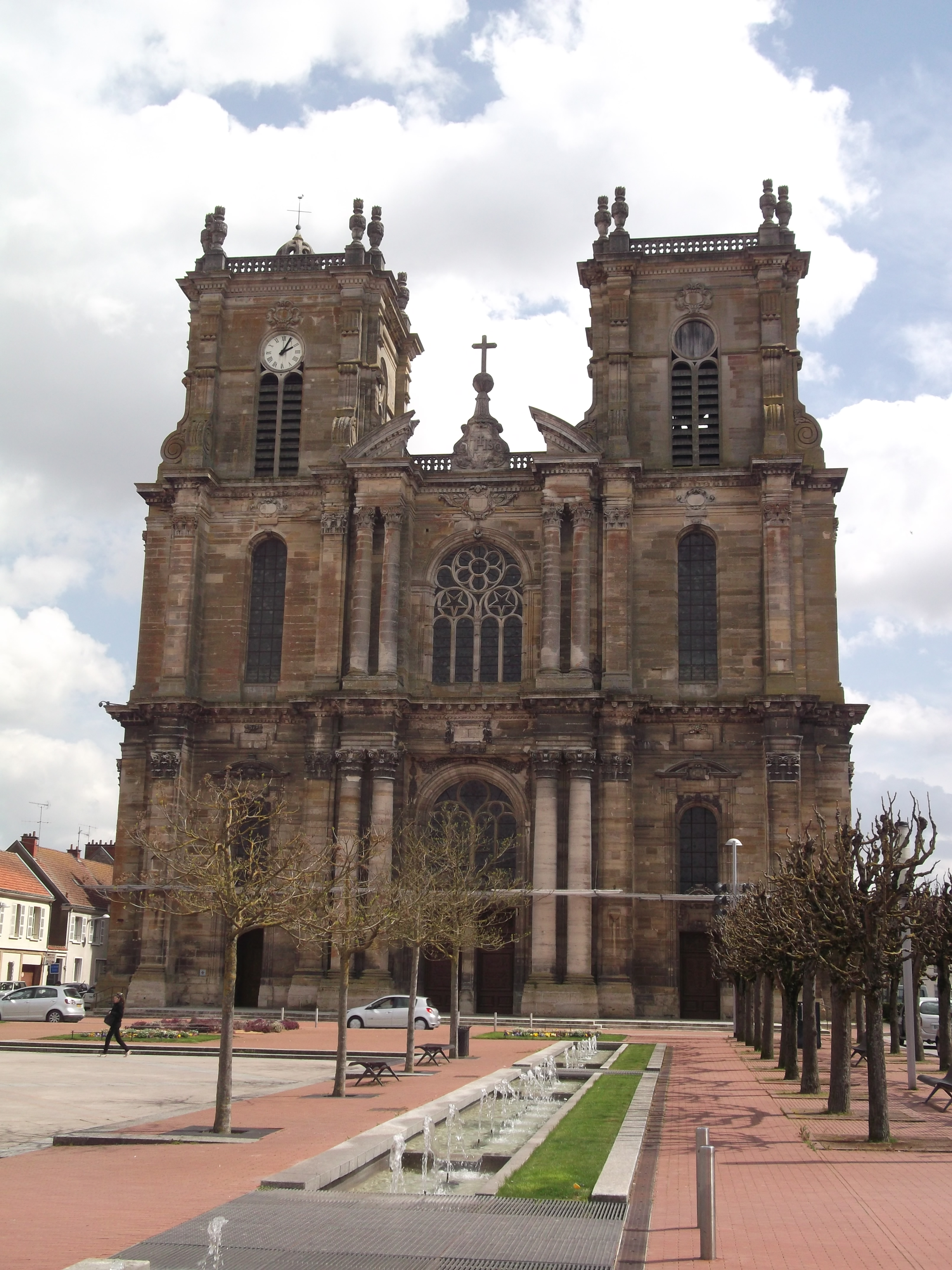
Collégiale Notre-Dame

De Collegiale kerk Onze-Lieve-Vrouw (Frans: Collégiale Notre-Dame) is een rooms-katholieke kapittelkerk in de Franse gemeente Vitry-le-François (Marne). De kerk werd in 1920 beschermd als historisch monument.

## Bouw
Vitry-le-François werd vanaf 1545 in opdracht van de Franse koning Frans I gebouwd als versterkte stad. De stad werd opgetrokken volgens een dambordpatroon. Aan de bouw van de kerk werd begonnen in 1629 te beginnen met de westelijke gevel. De bouw van de monumentale kerk in classicistische stijl verliep traag. De bouw van de eerste twee verdiepingen van de noordelijke toren duurde 30 jaar. De voorgevel was pas klaar in 1678. Het schip was klaar in 1704 en de transept en het koor in 1750. De abside en de kooromgang werden pas gebouwd tussen 1895 en 1898 naar de oorspronkelijke plannen uit 1629.

## Interieur
De kerk heeft een grotendeels 18e-eeuws interieur. Het grote orgel is afkomstig uit de kerk van de Abdij Trois-Fontaines en werd aangekocht nadat de abdij na de Franse Revolutie openbaar werd verkocht. Het hoofdaltaar heeft een barok baldakijn uit 1612. Dit is afkomstig uit de Abdij van Saint-Denis in Reims en werd in 1875 aangekocht uit de Onze-Lieve-Vrouwekerk van Châlons-en-Champagne. In een kapel hangt een schilderij van de kruisiging van een lid van de schilderfamilie Restout uit 1737.

## Galerij

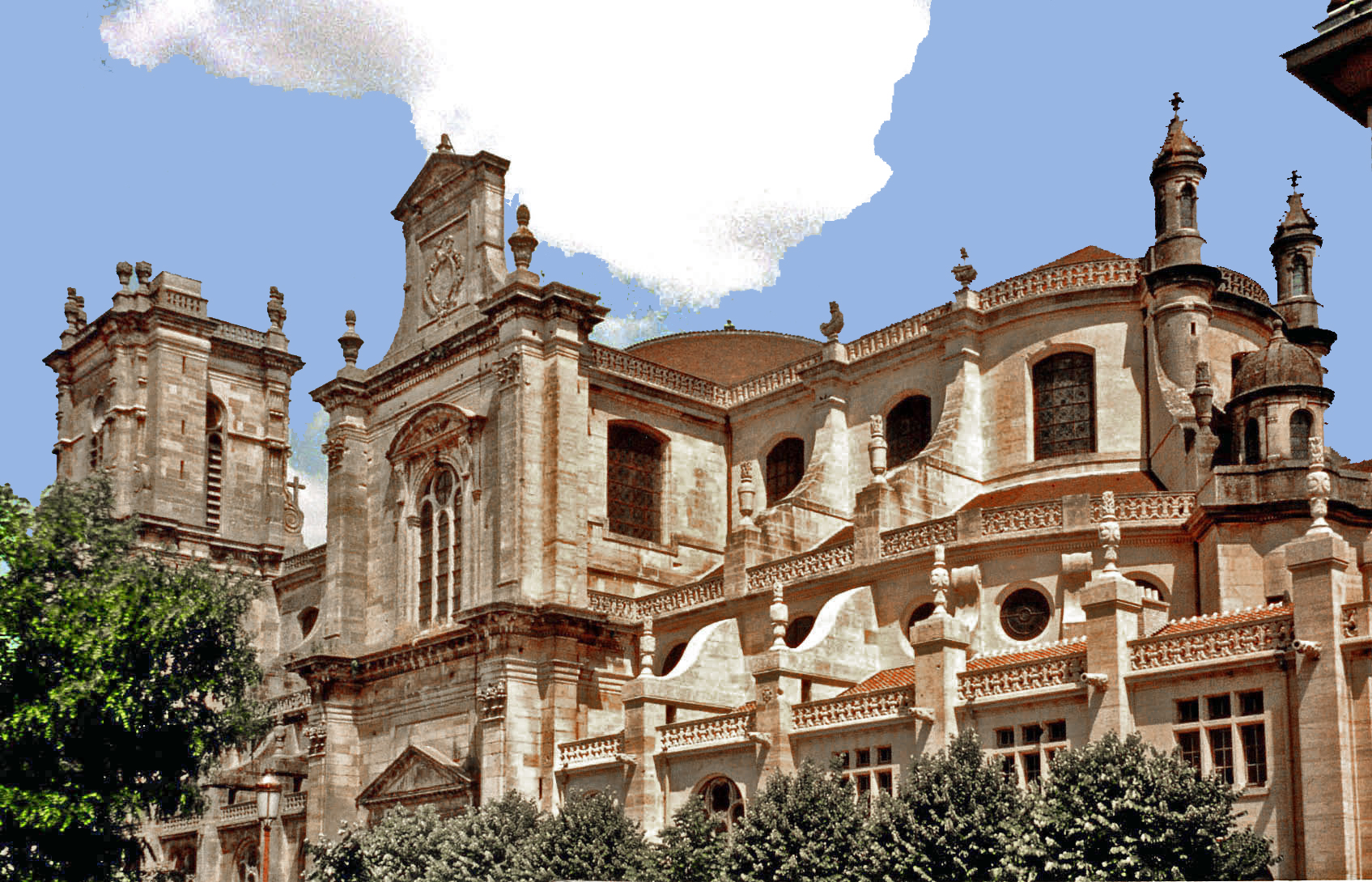
Abside
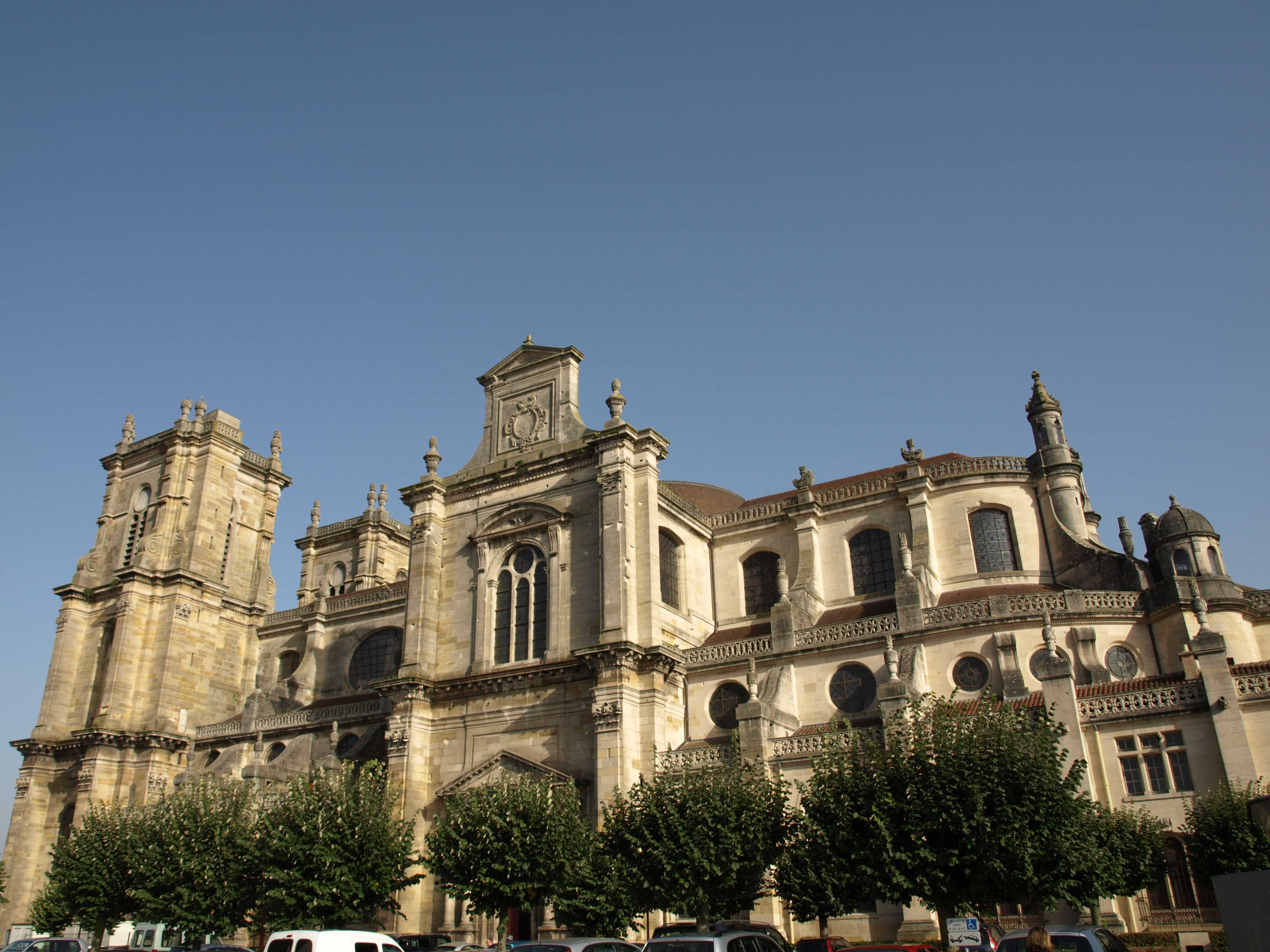
Zijgevel
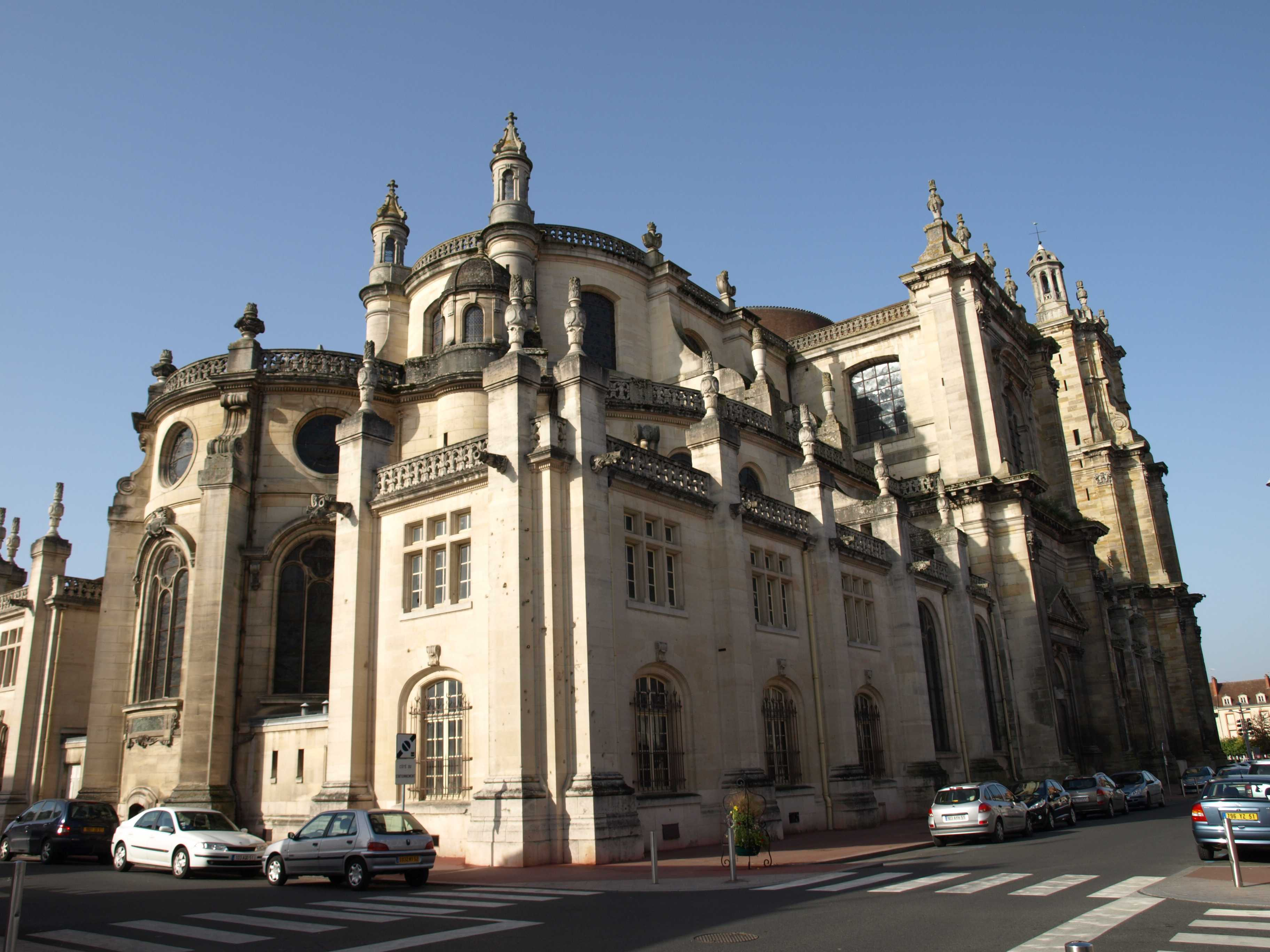
Kooromgang
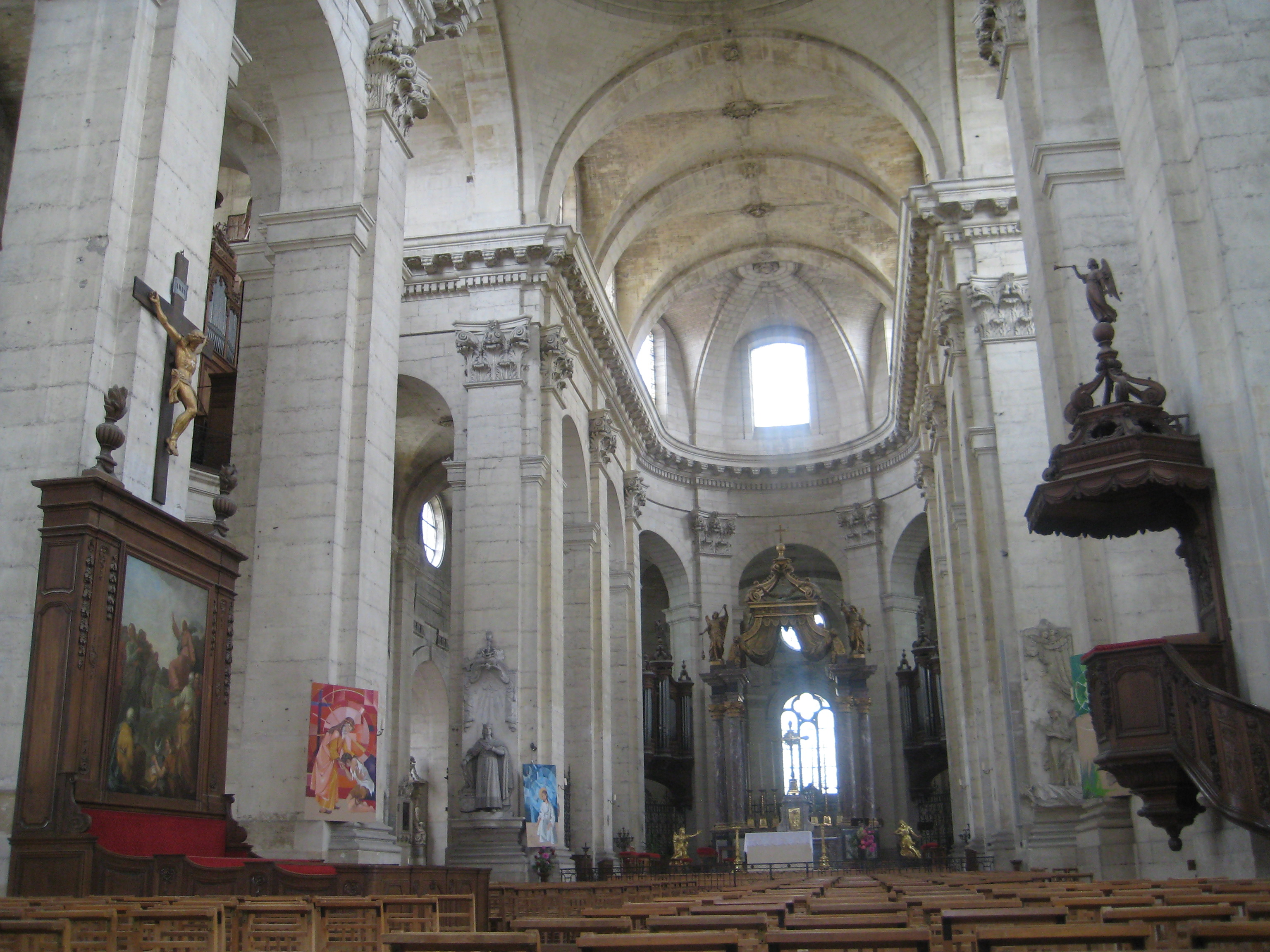
Interieur
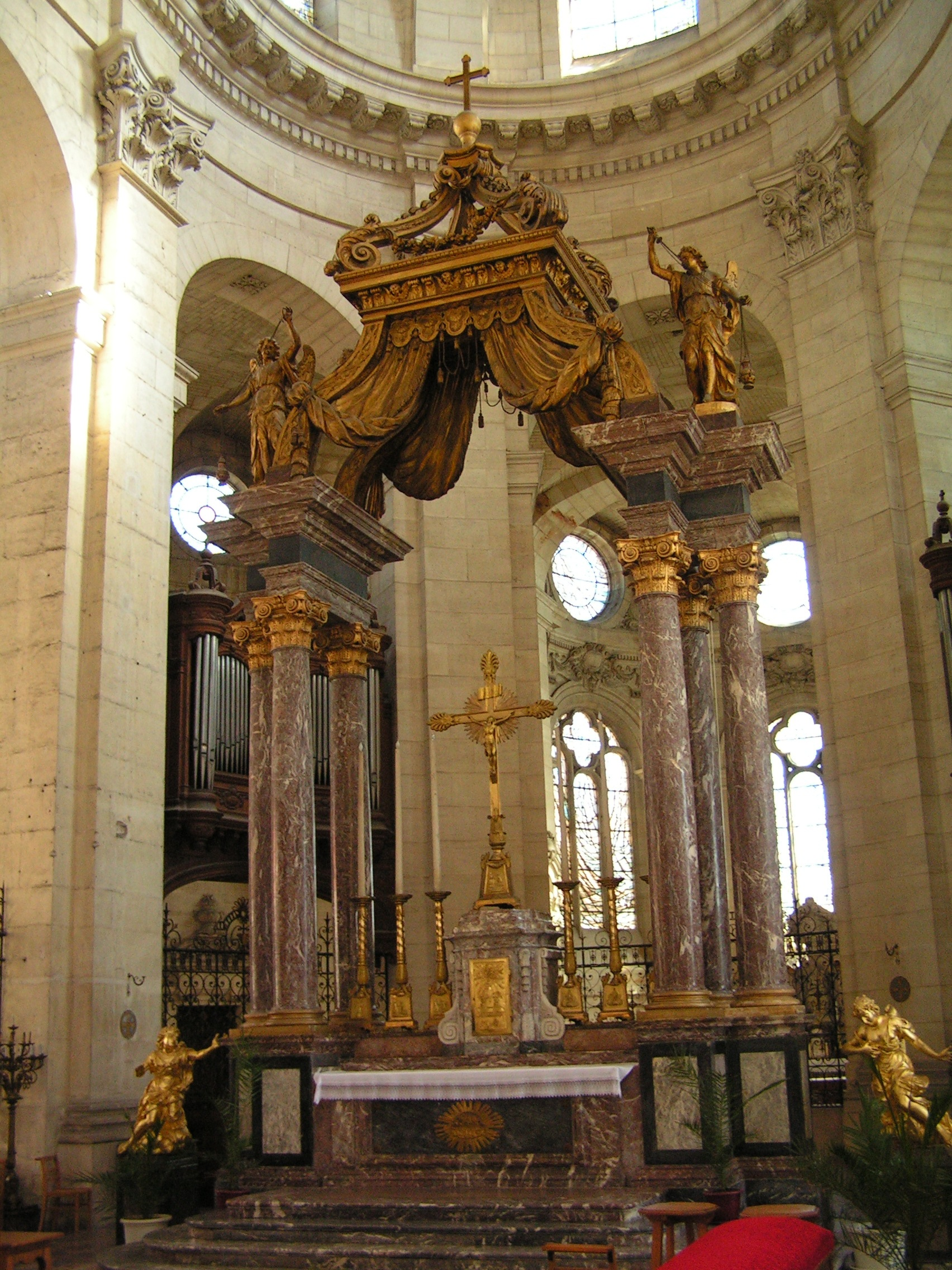
Altaar met baldakijn
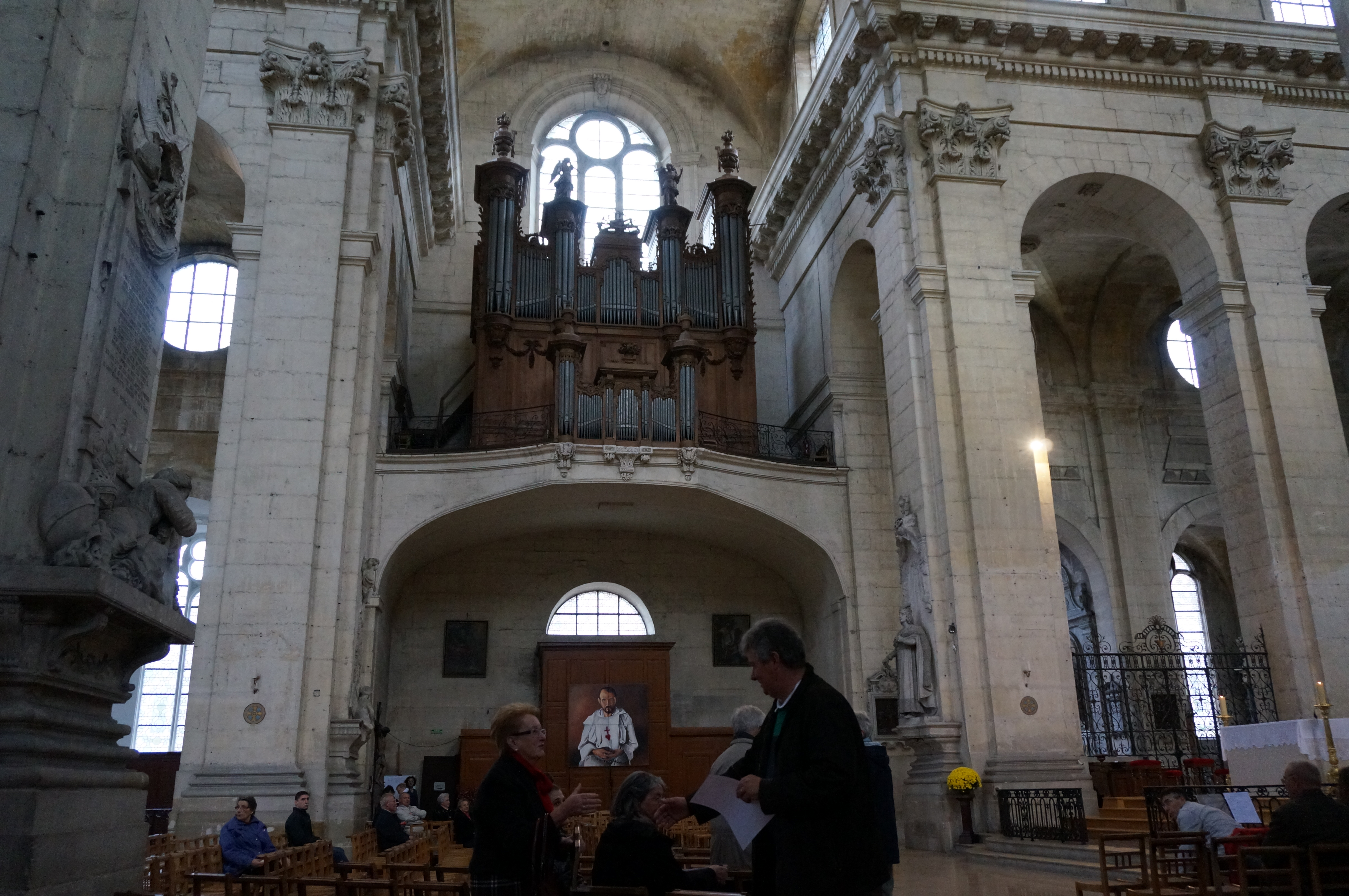
Orgel